# کاترین ملکونیان
کاترین ملکونیان (ارمنی: Քաթրին Մելքոնյան؛ زادهٔ ۶ ژانویهٔ ۲۰۰۲) بازیکن فوتبال در پست هافبک اهل ارمنستان است.

## باشگاهی
از باشگاه‌هایی که در آن بازی کرده‌است می‌توان به باشگاه فوتبال زنان آلاشکرت اشاره کرد.

## تیم ملی
وی همچنین در تیم ملی فوتبال زیر ۱۹ سال زنان ارمنستان بازی کرده‌است. 